# Скот Олтман
Скот Дъглас Олтман (на английски: Scott Douglas Altman) е американски тест пилот и астронавт от НАСА, участник в четири космически полета.

## Образование
Скот Олтман завършва колеж в Пекин, Илинойс през 1977 г. През 1982 г. получава бакалавърска степен по аеронавтика и аерокосмическо инженерство от университета на Илинойс. През 1990 г. получава магистърска степен по същата специалност в Института за следдипломна квалификация на USN, Монтерей, Калифорния.

## Военна кариера
Скот Олтман започва службата си във флота с чин мичман през август 1981 г. През февруари 1983 г. става морски летец. Назначен е в бойна ескадрила 51 (VF-51). Лети на F-14 Tomcat. През юни 1990 г. завършва школа за тест пилоти. Участва в бойни патрули в Южен Ирак. По време на службата си има над 4000 полетни часа на 40 различни типа самолети.

## Служба в НАСА
Скот Олтман е избран за астронавт от НАСА на 12 декември 1994 г., Астронавтска група №15. Обучението му за астронавт започва през март 1995 г. Завършва курса след година и половина. Участва в четири космически полета.
| Космически полети на Скот Дъглас Олтман                          | Космически полети на Скот Дъглас Олтман | Космически полети на Скот Дъглас Олтман | Космически полети на Скот Дъглас Олтман | Космически полети на Скот Дъглас Олтман | Космически полети на Скот Дъглас Олтман | Космически полети на Скот Дъглас Олтман |
| №                                                                | Дата                                    | КК                                      | Емблема на мисията                      | Функции                                 | Продължителност                         |                                         |
| ---------------------------------------------------------------- | --------------------------------------- | --------------------------------------- | --------------------------------------- | --------------------------------------- | --------------------------------------- | --------------------------------------- |
| 1                                                                | 17 април 1998                           | „Колумбия“, мисия STS-90                |                                         | Пилот                                   | 15 денонощия 21 часа 50 мин. 58 сек.    |                                         |
| 2                                                                | 8 септември 2000                        | „Атлантис“, мисия STS-106               |                                         | Пилот                                   | 11 денонощия 19 часа 12 мин. 15 сек.    |                                         |
| 3                                                                | 1 март 2002                             | „Колумбия“, мисия STS-109               |                                         | Командир                                | 10 денонощия 22 часа 11 мин. 09 сек.    |                                         |
| 4                                                                | 11 май 2009                             | „Атлантис“, мисия STS-125               |                                         | Командир                                | 12 денонощия 21 часа 37 мин. 09 сек.    |                                         |
| Сумарно време в космоса – 38 денонощия 15 часа 12 минути 31 сек. |                                         |                                         |                                         |                                         |                                         |                                         |

## Награди
- Медал за отлична служба;
- Медал за похвална служба;
- Въздушен медал на USN;
- Медал за похвала на USN;
- Медал за постижения на USN;
- Медал на НАСА за изключителна служба.